# Maroš Kováč
Maroš Kováč, né le 11 avril 1977 à Košice, est un coureur cycliste slovaque.

## Palmarès

### Par années
- 2001
  -  Champion de Slovaquie du contre-la-montre par équipes (avec Jan Gazi, Ján Šipeky et Ján Valach)
- 2002
  -  Champion de Slovaquie du contre-la-montre par équipes (avec Radovan Husár, Ján Šipeky et Ján Valach)
  - 1re étape du Tour d'Égypte
  - Prologue du Tour de Turquie
- 2003
  - 6e étape du Tour d'Égypte
  - 7e étape du Tour de la mer de Chine méridionale
  - 2e du Tour d'Égypte
  - 4e du championnat du monde du contre-la-montre militaires
- 2004
  - Tour d'Égypte :
    - Classement général
    - Prologue, 2e, 3e et 6e étapes
- 2005
  - 1re étape du Tour d'Égypte
  - 1re étape du Grand Prix cycliste de Gemenc
  - 3e étape du Tour de Slovaquie
  - 3e du Grand Prix Bradlo
- 2006
  -  Champion de Slovaquie sur route
  - 2e étape du Tour de Serbie
  - 5e étape du Tour du Maroc
  - 3e du Grand Prix cycliste de Gemenc
- 2007
  - Prologue et 4e étape du Tour d'Égypte
  - 2e étape du Tour de Turquie
  - 4ea étape du Tour de Slovaquie
  - 3e du championnat de Slovaquie sur route
- 2008
  - 3e étape de l'UAE International Emirates Post Tour
  - 2e du Grand Prix Bradlo
- 2009
  -  Champion de Slovaquie de la montagne
  - 9e du championnat du monde sur route militaires
- 2010
  -  Champion de Slovaquie de la montagne
  - 2e étape du Paths of King Nikola
  - 2e de Banja Luka-Belgrade I
  - 2e du championnat de Slovaquie sur route
  - 3e du Tour de Slovaquie
- 2011
  - Les challenges Phosphatiers I - Challenge Khouribga
- 2012
  - 2e étape de Košice-Tatras-Košice
  - 3e étape du Czech Cycling Tour
  - Tour Bohemia
- 2013
  - 1re étape du Suchá nad Parnou
  - Classement général de Košice-Tatras-Košice
  - Prologue du Sibiu Cycling Tour
  - 2e du championnat de Slovaquie sur route
  - 2e du championnat de Slovaquie du contre-la-montre
  - 2e du Tour du Maroc
  - 3e du Tour de Slovaquie
- 2014
  - 3e étape du Tour de Slovaquie
  - 2e du championnat de Slovaquie du contre-la-montre
  - 3e du Czech Cycling Tour
- 2015
  - Grand Prix cycliste de Gemenc :
    - Classement général
    - 3e étape

  - 4e étape du Tour de Slovaquie
  - 1re étape du Tour de Hongrie
  - 2e du championnat de Slovaquie du contre-la-montre
  - 2e de la Korona Kocich Gór
- 2016
  - 2e du championnat de Slovaquie du contre-la-montre
- 2019
  - 3e du championnat de Slovaquie du contre-la-montre par équipes

### Classements mondiaux
| Année            | 2005 | 2006 | 2007 | 2008 | 2009 | 2010 | 2011   | 2012 | 2013 | 2014 |
| ---------------- | ---- | ---- | ---- | ---- | ---- | ---- | ------ | ---- | ---- | ---- |
| UCI Africa Tour  | 20e  | 55e  | 52e  | 89e  |      |      | 35e    |      | 50e  |      |
| UCI America Tour |      |      |      |      | 240e |      | 326e   |      |      |      |
| UCI Asia Tour    |      | 209e |      | 130e |      |      |        |      |      |      |
| UCI Europe Tour  | 192e | 175e | 195e | 180e | 363e | 147e | 1 222e | 174e | 151e | 384e |

## Palmarès en cyclo-cross
- 1996-1997
  - 2e du championnat de Slovaquie de cyclo-cross
- 1997-1998
  - 3e du championnat de Slovaquie de cyclo-cross
- 2004-2005
  - 5e du championnat du monde de cyclo-cross militaires
- 2006-2007
  -  Champion de Slovaquie de cyclo-cross
- 2008-2009
  - 3e du championnat de Slovaquie de cyclo-cross